# Cretopone magna
Cretopone magna är en myrart som beskrevs av Gennady M. Dlussky 1967. Cretopone magna ingår i släktet Cretopone och familjen myror. Inga underarter finns listade i Catalogue of Life.